# Raewyn Connell
Raewyn Connell (R.W. Connell), Sydney, 3 de janeiro de 1944) é uma cientista social australiana, conhecida por seu trabalho nos campos da sociologia, educação, estudos de gênero, ciência política e história. Atualmente é professora da Faculdade de Educação e Serviço Social da Universidade de Sydney (University of Sydney) e Fellow da Academy of Social Sciences in Australia desde 1996.

## Biografia
Raewyn Connell (nascida Robert William Connell) nasceu em Sydney em 3 de janeiro de 1944. Filha única, nasceu na geração do pós-guerra, foi educada e teve sua formação política durante a década de 1960, participando da Nova Esquerda (New Left). Formou-se no bacharelado em História na Universidade de Melbourne em 1966 e logo após voltou à Sydney para concluir o seu doutorado, em Ciências Sociais, pela Universidade de Sydney, em 1970. Foi, de fato, a primeira pessoa a ser graduar em nível de doutorado em seu departamento.
Desde o início, esteve ligada ao ativismo político, tendo participado dos protestos contra a Guerra do Vietnã, onde a Austrália lutou ao lado dos Estados Unidos. Além de sua participação no movimento pacifista, participou do ativismo trabalhista e, posteriormente, no movimento feminista que iniciou na Austrália no final dos anos 60. Sua proximidade com o feminismo foi bastante influenciada pela sua companheira, Pam Benton, com quem se casou em 1968 e viveu por 29 anos, até Pam falecer em virtude um câncer de mama. Pam, a qual serviu de grande inspiração para Connell, era psicóloga e ativista do feminismo, envolvida com trabalhos de saúde da mulher.
Connell iniciou sua carreira acadêmica muito cedo. Logo após o término do seu doutorado, passou a lecionar na própria Universidade de Sydney, que não durou muito tempo devido à divergências com a administração, a qual ela considerava direitista, culminaram no seu próprio pedido de demissão. Em seguida, lecionou na Universidade Flinders (Flinders University) por três anos e, em 1976, tornou-se professora e chefe de departamento na Universidade Macquarie (Macquarie University), em Sydney. Lá, fundou o Departamento de Sociologia. Em virtude disso, obteve alguns recursos que foram importantes para que, coletivamente, Connell pudesse orientar a criação de uma área de estudos em gênero e sexualidade. Foi nesse contexto que se aproximou das teorias feministas e de gênero, que seriam determinantes para sua obra, quando esteve associada a essa universidade até 1991. Durante esse intervalo, desenvolveu uma considerável parte de seus estudos sobre masculinidade, que resultariam na publicação de sua mais importante obra, Masculinities.
Após esse período, Connell trabalhou entre 1991 e 1995 nos Estados Unidos, onde lecionou por um ano na Universidade de Harvard (Harvard University), em Estudos Australianos, e o restante na área de sociologia da Universidade da Califórnia em Santa Cruz. Contudo, foi nessa época que o câncer de mama de sua companheira Pam foi diagnosticado. Já com uma filha pequena, Kylie Benton-Connell, sua esposa resolveu voltar para Austrália e Connell passou a procurar emprego em sua terra natal.
Retornando para a Austrália em meados de 1995, Connell voltou a trabalhar na Universidade de Sydney no ano seguinte ao seu retorno à Austrália, já na área de educação. Sua companheira Pam passou anos enfrentando o câncer de mama, tendo que ser submetida a duas mastectomias, quimioterapia e radioterapia. Infelizmente, o tratamento não combateu a doença e Pam falece em 1997, deixando Connell com a sua filha Kylie, na época entre 12 e 13 anos de idade.
Somente após a morte de sua parceira Connell passou a iniciar o processo de transição de gênero. Connell remete à infância quando fala de sua transexualidade, mencionando que já nas primeiras décadas de vida ela se sentia uma mulher, apesar de estar plenamente consciente de viver em um corpo masculino. Mesmo com essa contradição, Connell passou a maior parte de sua vida enquanto homem. Foi com a morte de sua companheira que esse difícil equilíbrio tornou-se insustentável, uma vez que Pam sabia de sua inclinação à transexualidade e ter apoiado desde o início. Assim, Connell esperou que Kylie terminasse seus estudos em nível básico e, em seguida, iniciou a transição. É considerada, portanto, uma transição realizada bastante tardiamente em sua vida, consolidando-se quando Connell já apresentava mais de 60 anos de idade.
Nesse processo, Connell alterou seu nome, de "Robert William" para "Raewyn", e passou a publicar suas novas obras com essa assinatura, além de reeditar os livros antigos (usualmente assinados como R. W. Connell). Submeteu-se também ao tratamento hormonal e à cirurgia de readequação sexual.

## Carreira profissional
Na sua primeira década como pesquisadora em Ciências Sociais, Raewyn Connell esteve voltada aos estudos de classe social, em especial a classe dominante (elite). Seu primeiro livro, em coautoria com F. Gould, Politics of the Extreme Right (Políticas da Extrema Direita), foi lançado logo que a australiana colou grau em História, em 1966. Ao longo de seu doutorado, já no campo das políticas, seu interesse se volta à construção de perspectivas políticas por crianças. Estimulada pelo avanço do pensamento conservador na Austrália, quando o governo do Partido Liberal (Liberal Party) apoiou a Guerra do Vietnã e enviou tropas em apoio aos Estados Unidos, Connell estudou as concepções políticas de crianças entre 5 e 16 anos de idade, bastante influenciada pela teoria do desenvolvimento de Piaget. Dando sinais precoces de sua produtividade, o doutorado de Connell gerou uma tese imensa, de dois tomos, que foi publicada em formato reduzido na obra Child's Construction of Politics (Construções Políticas das Crianças), em 1971.
Na mesma linha, Connell passa a estudar os grupos dirigentes, no contexto australiano, e produz duas obras de relevância. A primeira delas, lançada em 1977, chama-se Ruling Class, Ruling Culture (Classe Dominante, Cultura Dominante), uma tentativa de compreender a dinâmica de classe em larga escala, pintando um retrato de quem estava/está no poder na Austrália. Ainda, em parceria com Terry Irving, publica Class Structure in Australian History (Estrutura de Classe na História Australiana) em 1980. Em ambos, o que se vê é uma tentativa de compreender questões de classe no contexto da Austrália, desvelando particularidades que não poderiam ser entendidas simplesmente pela leitura dos clássicos autores em teoria social. Essa crítica, a qual persiste em toda sua obra, é marca de sua abordagem.
Foi na década seguinte que Connell efetivamente se aproxima das temáticas pelas quais é mais conhecida atual e internacionalmente. Em um amplo projeto de pesquisa, denominado School, Home and Work (Escola, Casa e Trabalho), Connell e colaboradores estudaram durante anos as desigualdades de gênero e classe nas escolas australianas, em suas interfaces com o mercado de trabalho e as relações familiares. Esse projeto gerou duas obras: Making the Difference (1982), seu único livro traduzido para o português (sob o título Estabelecendo a Diferença), e Teacher's Work (1985). Nessa empreitada, os autores acabam por conceituar a noção de masculinidade hegemônica, ou seja, uma forma hegemônica - conceito inspirado nos escritos de Gramsci - de exercício de masculinidade no contexto escolar. Essa talvez tenha sido a primeira vez em que essa ideia, essencial para o que Connell viria a produzir anos mais tarde, apareceu.
Ainda no início da década de 80, Connell reúne uma série de artigos teóricos, baseados em um denso diálogo com teorias de autores consagrados (dentre Freud, Althusser e Bourdieu), e publica seu primeiro trabalho puramente teórico: Which Way is Up? (Qual é o lado de cima?) em 1983, título que hoje Connell confessou detestar. Dividido em três partes - sexo, classe e cultura - a obra é uma coletânea de ensaios que apontam para o esforço de se teorizar conceitos e perspectivas dentro do contexto australiano. Destaca-se, entre seus capítulos, esboços de estudos sobre os corpos masculinos e o ofício intelectual - temas centrais para os seus trabalhos posteriores -, bem como a críticas ao conceito de classe por Althusser e à teoria reprodutivista (ou reprodutivismo), bastante em alta naquela época. Na sua visão, o reprodutivismo não é apenas desmobilizante do ponto de vista político, como ainda infundamentado do ponto de vista teórico. Embora a obra tenha tido algum impacto na Austrália, pouco viajou para além de suas fronteiras.
Já mais próxima do debate de gênero, Connell publica Gender and Power (Gênero e Poder) em 1987. Trata-se de uma tentativa de teorizar gênero em larga escala, apresentando-o não em sua faceta identitária e individual, mas no seu aspecto estrutural - influência da feminista Julie Mitchel. Foi nesse livro que o conceito de masculinidade hegemônica foi melhor desenvolvido, resultando em seis páginas teóricas que, não por acaso, são as seis páginas mais citadas em toda sua bibliografia. Em virtude desse interesse - e o impacto imediato que a noção de masculinidade hegemônica teve nas Ciências Sociais como um todo - Connell inicia uma série de estudos sobre as masculinidades de homens australianos, estudando homens de camadas populares, de grupos intelectualizados, de ativistas políticos, de homens gays (grupo com o qual Connell já tinha algum contato, em razão de suas pesquisas aplicadas no campo da prevenção da AIDS, quando a epidemia eclodiu no seu país), entre outros. O resultado desse processo foi a obra Masculinities (Masculinidades) em 1995.
A partir desse momento, Connell fica conhecida internacionalmente como uma pesquisadora das masculinidades. Sua inovadora obra teoriza sobre as formas de "ser homem" na Austrália e no mundo: a construção dos corpos masculinos, a dimensão do poder, as possibilidades de mudanças, as relações de gênero em âmbito pessoal e estrutural, enfim, uma contribuição imensurável aos estudos feministas e de gênero. Seguindo nessas pesquisas, Connell reúne novos estudos na obra The Men and the Boys (Os homens e os meninos) em 2000. Anos mais tarde, faz em coautoria com dois importantes nomes (Kimmell e Hearn) no campo uma significativa revisão do que havia sido produzido sobre masculinidades desde a publicação de Masculinities, gerando o Handbook of Studies on Men and Masculinities (Tratado dos Estudos de Homens e Masculinidades) em 2005, mesmo ano em que Connell reedita sua principal obra, incluindo uma discussão sobre o tema que, até hoje, mais tem lhe inspirado: o neoliberalismo.
Desde então, seu interesse em discutir relações de poder em âmbito global confluiu em dois tópicos sobre os quais Connell tem sistematicamente se debruçado: primeiro, o avanço do neoliberalismo, em especial nos países de terceiro mundo, e como isso se insere nas tramas de poder mundiais; segundo, a divisão global da produção de conhecimento, na qual países do Norte global (EUA e Europa Ocidental) se encarregam de formular teorias e métodos, ao passo que os países do Sul ficam reduzidos aos dados e aplicações dessas mesmas teorias. Essa discussão, que se insere amplamente no chamado pós-colonialismo, está representada pela sua premiada e polêmica obra Southern Theory (Teorias do Sul), em 2007. Além disso, influenciou o seu clássico Gender (Gênero), lançado em 1999 e reeditado dez anos depois, com vistas a incluir perspectivas sulistas.
Nos últimos anos, Connell publicou Confronting Equality (Confrontando a Igualdade), uma discussão sobre gênero, conhecimento, poder e mudança. Composto de dez diferentes estudos, a obra é um apanhado de seus interesses mais recentes, seja nos embates neoliberais em torno das universidades e escolas australianas, seja na revisão da história das Ciências Sociais, problematizando posições imperialistas e eurocêntricas. Atualmente, Connell tem procurado rediscutir o conceito de gênero a partir das contribuições de países fora do Norte global - isto é, seu foco está na América Latina, Oceania, Sudeste Asiático, Índia, China, África e o Mundo Árabe. Ainda, em pesquisa sobre a produção de conhecimento no Sul global em tempos de globalização, Connell incluiu o Brasil entre seus países de interesse e tem procurado dialogar com a produção brasileira.

## Obras selecionadas
- 1966 - Politics of the Extreme Right (com F. Gould), Sydney University Press.
- 1971 - Child's Construction of Politics, Melbourne University Press.
- 1977 - Ruling Class, Ruling Culture: Studies of conflict, power and hegemony in Australian life, Cambridge University Press.
- 1980 - Class Structure in Australian History (com T. H. Irving), Longman Cheshire.
- 1982 - Making the Difference: Schools, Families and Social Division (com D. J. Ashenden, S. Kessler e G. W. Dowsett), Allen & Unwin.
- 1983 - Which Way Is Up? Essays on sex, class and culture, Allen & Urwin.
- 1985 - Teacher's Work, Allen & Urwin.
- 1987 - Gender and Power: Society, the Person and Sexual Politics, Allen & Unwin.
- 1993 - School and Social Justice, Pluto Press.
- 1995 - Masculinities, Allen & Unwin.
- 2000 - The Men and the Boys, Allen & Unwin.
- 2005 - Handbook of Studies on Men and Masculinities (co-editado com M.Kimmell e J.Hearn), Sage.
- 2007 - Southern Theory: The Global Dynamics of Knowledge in Social Science, Allen & Unwin.
- 2009 - Gender: In World Perspective, Polity Press.
- 2011 - Confronting Equality: Gender, Knowledge and Global Change, Allen & Unwin.

## Premiações
- 2003 - Prêmio da The Australian Sociological Association pelos livros mais influentes em sociologia australiano (tendo quatro livros na lista do dez mais).
- 2007 - Prêmio da The Australian Sociological Association pelos distintos serviços prestados à sociologia australiana.
- 2008 - Prêmio do Stephen Crook Memorial pelo melhor livro de sociologia australiana entre 2005-2007 pela obra Southern Theory.